# Bradenton, Florida
Bradenton är en stad (city) i Manatee County, i delstaten Florida, USA. Enligt United States Census Bureau har staden en folkmängd på 55 698 invånare (2020) och en landarea på 36,7 km². Bradenton är huvudort i Manatee County.